# Acanthodactylus boskianus
Acanthodactylus boskianus este o specie de șopârle din genul Acanthodactylus, familia Lacertidae, ordinul Squamata, descrisă de Daudin în anul 1802.

## Subspecii
Această specie cuprinde următoarele subspecii:
- A. b. asper
- A. b. boskianus
- A. b. euphraticus